# Otto Kannengießer
 (avril 2024).
Otto Kannengießer est un homme politique allemand, né le 19 août 1893 à Perleberg et mort le 9 octobre 1958. Membre du Parti national-socialiste des travailleurs allemands (NSDAP), il est député au Parlement prussien de 1932 à 1933 puis au Reichstag de 1933 à 1945.

## Biographie
Après sa scolarité, Kannengießer intègre en 1912 le régiment de fusiliers de la Garde de l'Armée prussienne à Berlin, avec lequel il participe à la Première Guerre mondiale dès 1914. Il est blessé en Russie en décembre 1914. Promu sous-officier en 1915, il est muté au 2e régiment à pied de la Garde en 1916. Il reçoit une croix de fer de 2e classe pendant la guerre. À la fin du conflit, il devient maître-couvreur.
Dans les années 1920, Kannengießer adhère au NSDAP. Il est responsable et directeur du parti dans les arrondissements de Westprignitz (de) et de Wittenberge. Après 1933, il est membre du directoire de la chambre des métiers de Berlin en tant que maître suppléant du corps des couvreurs du Reich.
Kannengießer est député au Parlement prussien de mars 1932 à l'automne 1933. Il représente ensuite la circonscription 4 (Potsdam) au Reichstag national-socialiste de novembre 1933 jusqu'à la chute du Troisième Reich au printemps 1945. Il est aussi 1er député d'arrondissement de Westprignitz.

## Sources
- (de) Cet article est partiellement ou en totalité issu de l’article de Wikipédia en allemand intitulé « Otto Kannengießer » (voir la liste des auteurs).